# Herbert Womersley
 (juillet 2022).
La mise en forme du texte ne suit pas les recommandations de Wikipédia : il faut le « wikifier ».
Les points d'amélioration suivants sont les cas les plus fréquents :
- Les titres sont pré-formatés par le logiciel. Ils ne sont ni en capitales, ni en gras.
- Le texte ne doit pas être écrit en capitales (les noms de famille non plus), ni en gras, ni en italique, ni en « petit »…
- Le gras n'est utilisé que pour surligner le titre de l'article dans l'introduction, une seule fois.
- L'italique est rarement utilisé : mots en langue étrangère, titres d'œuvres, noms de bateaux, etc.
- Les citations ne sont pas en italique mais en corps de texte normal. Elles sont entourées par des guillemets français : « et ».
- Les listes à puces sont à éviter, des paragraphes rédigés étant largement préférés. Les tableaux sont à réserver à la présentation de données structurées (résultats, etc.).
- Les appels de note de bas de page (petits chiffres en exposant, introduits par l'outil «  Source ») sont à placer entre la fin de phrase et le point final[comme ça].
- Les liens internes (vers d'autres articles de Wikipédia) sont à choisir avec parcimonie. Créez des liens vers des articles approfondissant le sujet. Les termes génériques sans rapport avec le sujet sont à éviter, ainsi que les répétitions de liens vers un même terme.
- Les liens externes sont à placer uniquement dans une section « Liens externes », à la fin de l'article. Ces liens sont à choisir avec parcimonie suivant les règles définies. Si un lien sert de source à l'article, son insertion dans le texte est à faire par les notes de bas de page.
- La présentation des références doit suivre les conventions bibliographiques. Il est recommandé d'utiliser les modèles {{Ouvrage}}, {{Chapitre}}, {{Article}}, {{Lien web}} et/ou {{Bibliographie}}. Le mode d'édition visuel peut mettre en forme automatiquement les références.
- Insérer une infobox (cadre d'informations à droite) n'est pas obligatoire pour parachever la mise en page.

Pour une aide détaillée, merci de consulter Aide:Wikification.
Si vous pensez que ces points ont été résolus, vous pouvez retirer ce bandeau et améliorer la mise en forme d'un autre article.
Herbert Womersley (1889–1962) est un entomologiste et acarologue australien né en Grande Bretagne.

## Biographie
Herbert Womersley avait une formation de chimiste dans l'industrie du savon, mais sa passion était l'entomologie. Son père, Fred, était également lépidoptériste amateur.
Au début de la Première Guerre mondiale, Herbert rejoignit le corps médical de l'Armée britannique, puis fut affecté au Chemical Corps, où il participa sur le front aux attaques avec des armes chimiques contre l'armée allemande.
Ensuite, au cours de la guerre, Herbert commença à travailler à l'usine d'armement HM Factory, Gretna en Écosse, en tant que chimiste. Dans les archives, on retrouve son nom associé à la section de Mossband, où les différents composants, produits ailleurs dans l'usine, étaient finalement assemblés pour former la cordite.
Ce n'est qu'après la guerre qu'Herbert émigra en Australie, où il se consacra exclusivement à l'entomologie.

## Publications

### 1934
- (en) Womersley H., 1934. On the Australian species of Japygidae. Transactions of the Royal Society of South Australia 58: 37-47.

### 1936
- (en) Womersley H., 1936. Additions to the trombidiid and erythraeid acarine fauna of Australia and New Zealand. Journal of the Linnean Society of London, zoology 40(269): 107-121, DOI 10.1111/j.1096-3642.1936.tb01680.x.
- (en) Womersley H., 1936. On the collembolan fauna of New Zealand. Trans. Royal Society of NZ.
- (en) Womersley H., 1936. Further records and descriptions of Australian Collembola. Rec. SA Mus.
- (en) Womersley H., 1936. On the distribution of the Collembola of the genus Ceratrimeria Börner, with special reference to the Tasmanian and New Zealand species described by Sir John Lubbock in 1899. Proceedings Linnean Society London, Volume 148, Issue 2, March 1936, Page 82, DOI 10.1111/j.1095-8312.1936.tb00096.x.

### 1937
- (en) Womersley H., 1937. Acarina. Scientific reports of the Australasian Antarctic Expedition, 1911-1914 (C) 10(6): 1-24.
- (en) Womersley H., 1937. New species and records of Australian Collembola. Transactions of the Royal Society of South Australia, vol. 61, p. 154-157.

### 1939
- (en) Womersley H., 1939. Primitive insects of South Australia. Silverfish, springtails and their allies. Adelaide: South Australian branch of the British Science Guild (incorporated with the British Association for the Advancement of Science).

### 1940
- (en) Womersley H., 1940. A new species of Ceratrimeria (Collembola) from Tasmania. Transactions of the Royal Society of South Australia, vol. 64, no 1, p. 137-138 (texte intégral).

### 1955
- (en) Womersley H., 1955. The Acarina fauna of mutton birds' nests on a Bass Strait island. Australian journal of zoology 3(3): 412-438, DOI 10.1071/ZO9550412.

### 1960
- (en) Womersley H., 1960. New records of species of Leptolaelaps (Acarina, Mesostigmata) from Australia and New Zealand. Transactions of the Royal Society of South Australia 83: 25-29.
- (en) Womersley H., 1960. A new genus and species Laelaptoseius novae-zelandiae from New Zealand (Acarina, Aceosejidae). Transactions of the Royal Society of South Australia 83: 31-32.

### 1961
- (en) Womersley H., 1961. New species of Acarina from the intertidal zone in Netherlands New Guinea. Zoologische mededelingen 37(12): 189-209.
- (en) Womersley H., 1961. A new record of the little known Calotrachytes sclerophyllus (Michael, 1908) from New Zealand (Acarina, Polyaspidae), with description of the male and nymph. Records of the South Australian Museum 14: 125-129.

### 1963
- (en) Womersley H. & Strandtmann R.W., 1963. On some free living prostigmatic mites of Antarctica. Pacific Insects 5(2): 451–472.

## Hommages
Womersleyella niveata, unique représentant du genre Womersleyella, est une espèce de collemboles de la famille des Isotomidae endémique de Nouvelle-Zélande nommée en l'honneur de Herbert Womersley.
Womersleymeria bicornis, unique représentant du genre Womersleymeria, est une espèce de collemboles de la famille des Neanuridae endémique d'Australie nommée en l'honneur de Herbert Womersley.